# Južna Azija
Južna Azija je regija na jugu azijske celine, ki jo sestavljajo ozemlja južno od Himalaje, po nekaterih delitvah pa tudi sosednje države na vzhodu in zahodu. Topografsko sestavlja glavni del regije indijska plošča oz. njen del, ki se dviga nad morsko gladino južno od Himalaje in Hindukuša - Indijska podcelina. Regijo obkrožajo Zahodna, Srednja, Vzhodna in Jugovzhodna Azija ter Indijski ocean.
Tu živi več kot petina svetovnega prebivalstva, s čimer je Južna Azija najgosteje poseljena regija sveta. Za ta del sveta je značilno monsunsko podnebje z izrazito delitvijo na suhi in deževni del leta.

## Politična geografija južne Azije
Definicije južne Azije najpogosteje vključujejo naslednje države:
- Afganistan
- Bangladeš
- Butan
- Indija
- Nepal
- Pakistan
- Šrilanka

Druge razdelitve vključujejo še naslednje države:
- Maldivi
- Mjanmar

Večini teh držav je skupno, da so bile v preteklosti del Britanskega imperija. Bangladeš, Butan, Indija, Maldivi, Nepal, Pakistan in Šri Lanka so danes vključene v Južnoazijsko združenje za regionalno sodelovanje (SAARC), ki je predvsem gospodarsko združenje.